# Medizinische Akademie Magdeburg

Das Siegel der Medizinischen Akademie Magdeburg

Die Medizinische Akademie Magdeburg (MAM) war eine Medizinische Hochschule mit Promotions- und Habilitationsrecht zur Ausbildung von Ärzten. Sie wurde am 1. September 1954 gegründet und hatte ihren Sitz in der Stadt Magdeburg, zur damaligen Zeit Bezirkshauptstadt des Bezirks Magdeburg in der Deutschen Demokratischen Republik (DDR) und gegenwärtig Landeshauptstadt des deutschen Bundeslandes Sachsen-Anhalt. Anders als bei den im gleichen Jahr gegründeten Medizinischen Akademien in Dresden und Erfurt, an denen die Ausbildung der Studenten nur im klinischen Teil des Medizinstudiums erfolgte, war an der MAM ab 1960 auch ein vorklinisches Studium möglich. Im Oktober 1993 wurde die Hochschule als Universitätsklinikum Magdeburg in die neu gegründete Otto-von-Guericke-Universität Magdeburg eingegliedert. Insgesamt schlossen an der Akademie fast 4000 Absolventen ihre ärztliche Ausbildung ab.

## Geschichte

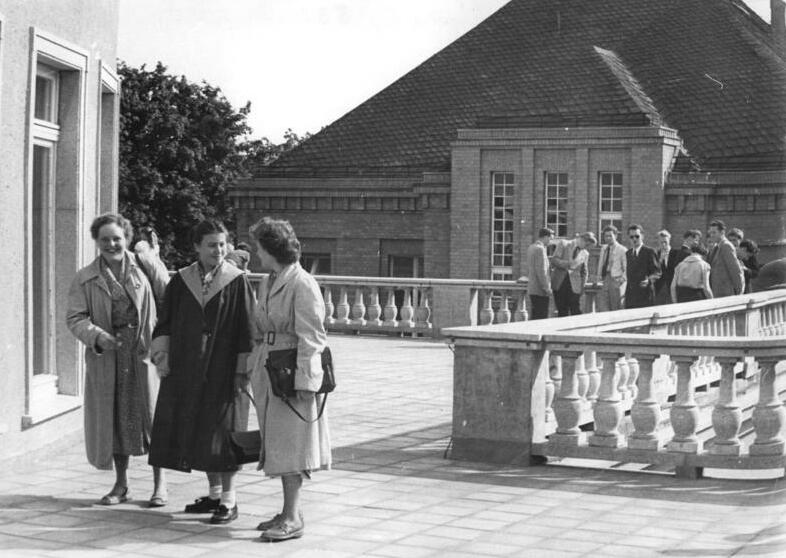
Neubau des Zentralen Hörsaals, 1955

Die Gründung der Medizinischen Akademie Magdeburg erfolgte im September 1954 zusammen mit zwei weiteren Medizinischen Akademien in Dresden und Erfurt. Sie entstand aus mehreren in der Stadt Magdeburg vorhandenen Krankenanstalten, insbesondere dem städtischen Krankenhaus „Gustav Ricker“, das aus dem früheren Sudenburger Krankenhaus hervorgegangen war. Der Lehrbetrieb wurde 1954 aufgenommen, zunächst jedoch nur für den klinischen Teil des Medizinstudiums für Studenten mit bestandenem ersten Abschnitt der ärztlichen Prüfung (Physikum). Im Gründungsjahr bestand die Akademie zusammen mit der angegliederten Kinder- und Landesfrauenklinik aus vier Instituten und acht Kliniken mit einer Gesamtkapazität von 2007 Betten.

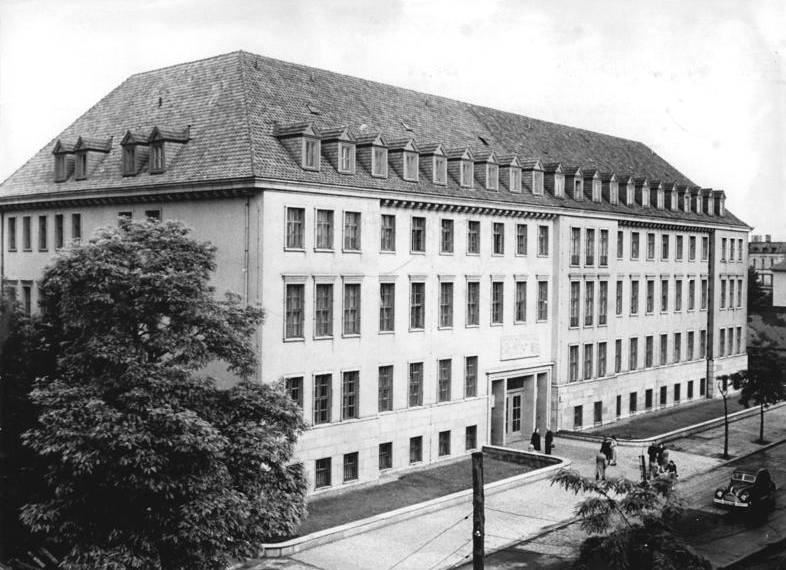
Die Landesfrauenklinik, 1956

Zu Beginn des ersten Ausbildungssemesters 1954 schrieben sich allerdings nur 47 Studierende ein, die vorwiegend aus Berlin und Leipzig kamen. Ein Jahr darauf wurden bereits 157 neue Studenten zum klinischen Studium aufgenommen. In den Jahren nach Gründung wurde die Hochschule baulich und, durch eine Reihe von Neuberufungen, auch fachlich und personell erheblich erweitert. Als erster Neubau wurde am 5. September 1955, dem Tag des Beginns des zweiten Studienjahrganges, der sogenannte Zentrale Hörsaal in Betrieb genommen. Das Haus, für dessen Bau die DDR-Regierung 1,2 Millionen DM bereitgestellt hatte, enthielt neben dem mit entsprechender Technik ausgestatteten Hörsaal für 250 Studenten die Bibliothek sowie Seminar- und Aufenthaltsräume.

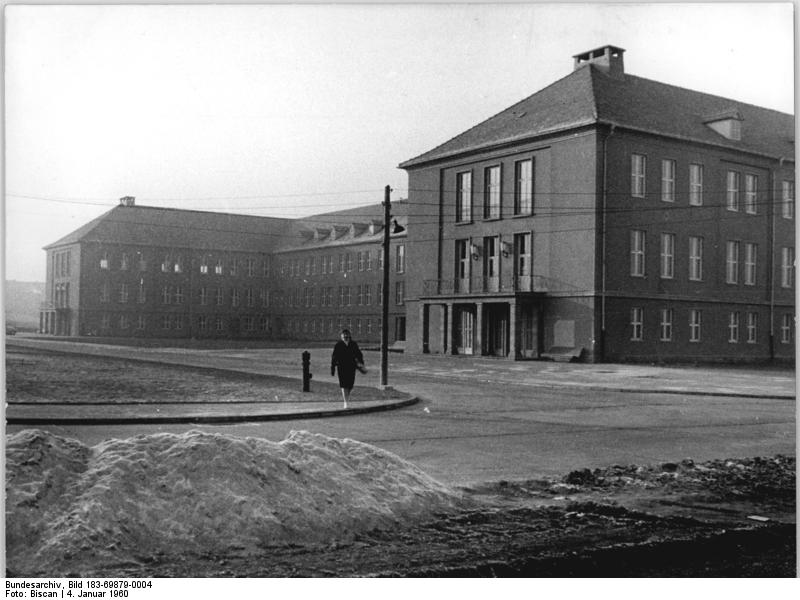
Das Pathologische Institut, 1960

Die erste Promotion erfolgte bereits 1955, in den ersten fünf Jahren nach der Gründung entstanden 56 Doktorarbeiten und drei Habilitationen. Forschungsschwerpunkte in der Anfangszeit waren, bedingt durch die an der Gründung beteiligten Professoren, die Kinderpathologie und die Neurobiologie. Die Zahl der Studenten betrug 1960 bereits 638 und im folgenden Jahr 829. Schon zum Beginn der 1960er Jahre waren mit Ausnahme der Orthopädie alle für die Ausbildung relevanten Fachdisziplinen an der Akademie vertreten. Mit dem Jahreswechsel 1960/1961 begann durch die Einrichtung des vorklinischen Studiums die Vollausbildung von Ärzten, die im Gegensatz dazu an den Medizinischen Akademien in Dresden und Erfurt bis zum Ende von deren Bestehen nicht realisiert wurde. Wesentlich für die Umsetzung des vorklinischen Studiums war die Unterstützung durch die Technische Hochschule Magdeburg im Bereich der Ausbildung in den Fächern Chemie und Physik. Für die ideologische Unterrichtung der Studenten, später auch der wissenschaftlichen Mitarbeiter einschließlich Dozenten und Professoren, gab es an der MAM wie an den anderen Hochschulen in der DDR ein Institut für Marxismus-Leninismus.

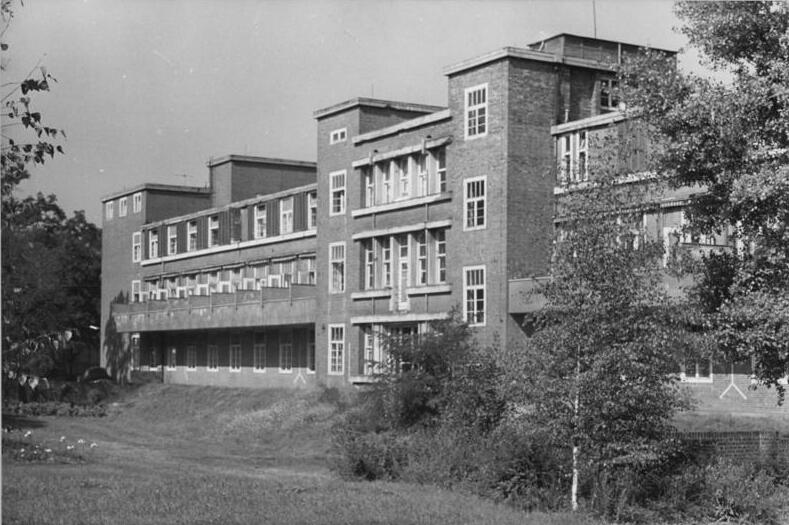
Die chirurgische Klinik, 1964

Im Bereich der medizinischen Versorgung übernahm die Hochschule neben den spezialisierten Aufgaben eines Hochschulkrankenhauses auch die Grundversorgung für den Südosten der Stadt Magdeburg. Pro Jahr wurden rund 30.000 bis 40.000 Patienten stationär und zwischen 300.000 und 650.000 Patienten ambulant behandelt. Ab den 1970er Jahren bildeten die Neurowissenschaften, die Immunologie sowie die  Schwangerschaft und die kindliche Entwicklung die Schwerpunkte der Tätigkeit der Medizinischen Akademie Magdeburg. Mit der Installation eines Linearbeschleunigers waren ab 1983 auch strahlentherapeutische Behandlungen an der Akademie möglich. Drei Jahre später entstand auf dem Gelände der MAM das Institut für Neurobiologie und Hirnforschung als außeruniversitäres Akademieinstitut der Akademie der Wissenschaften der DDR, die Vorgängereinrichtung des gegenwärtig bestehenden Leibniz-Instituts für Neurobiologie. Direktor des neuen Instituts wurde Hansjürgen Matthies, der als Professor für Pharmakologie an der MAM fungierte.
Die Verteilung der Studienplätze, für die bis zum Studienjahr 1990/1991 eine hochschuleigene Kommission zuständig war, erfolgte infolge der deutschen Wiedervereinigung ab dem Studienjahr 1991/1992 erstmals durch die Zentralstelle für die Vergabe von Studienplätzen. Mit der Gründung der Otto-von-Guericke-Universität Magdeburg am 3. Oktober 1993 durch den Zusammenschluss der bis dahin bestehenden Technischen Universität Magdeburg, der Pädagogischen Hochschule Magdeburg und der Medizinischen Akademie Magdeburg entstand aus der MAM das Universitätsklinikum Magdeburg der neu gegründeten Universität. In den fast 40 Jahren ihres Bestehens wurden an der Hochschule 3.948 Ärzte ausgebildet, es entstanden 2.723 Promotionen und 203 Habilitationen.

## Persönlichkeiten
Siehe auch: Liste bekannter Persönlichkeiten der Medizinischen Akademie Magdeburg
Als Gründungsrektor der Medizinischen Akademie Magdeburg wirkte von 1954 bis 1958 der Pathologe Hasso Eßbach. Ihm folgten von 1958 bis 1962 der Kinderarzt Karl Ludwig Nißler sowie von 1962 bis 1967 der Pharmakologe und Neurowissenschaftler Hansjürgen Matthies. Dieser wurde von 1973 bis 1979 erneut Rektor, nachdem zuvor von 1967 bis 1970 der Dermatologe Georg Wolfgang Höfs und von 1970 bis 1973 der Augenarzt Hans-Günter Gießmann in diesem Amt tätig waren. Nachfolger von Matthies wurde von 1979 bis 1989 der Neurologe Rolf-Dieter Koch. In der Zeit der politischen Wende in der DDR übernahm im Oktober 1989 der Pharmakologe Bernd Lößner das Rektorat, letzter Rektor von 1990 bis zur Eingliederung der MAM in die Universität Magdeburg im Jahr 1993 war der Kinderarzt Horst Köditz.
Zu den weiteren an der Akademie tätigen Hochschullehrern zählten unter anderem Elfriede Paul in den Bereichen Sozialhygiene und Arbeitsmedizin, der Biochemiker Eberhard Hofmann, der Orthopäde Wolfram Neumann, der Neurobiologe Gerald Wolf, der Hygieniker und Umweltmediziner Giselher Schuschke, Dieter Krause im Bereich der Gerichtsmedizin sowie Jürgen Läuter im Bereich der Biometrie. Peter Heinrich gründete 1976 die Chirurgische Gesellschaft an der Medizinischen Akademie Magdeburg, die 15 Tagungen durchführte. Aus der Verschmelzung mit der Gesellschaft für Chirurgie an der Universität Halle entstand später die Gesellschaft für Chirurgie Sachsen-Anhalt.
Absolventen der Hochschule waren unter anderem der Transfusionsmediziner Walter Brandstädter, von 1995 bis 1999 Vizepräsident der Bundesärztekammer, der Internist Peter von Wichert, emeritierter Klinikdirektor an der Philipps-Universität Marburg und in den Jahren 1997/1998 Präsident der Deutschen Gesellschaft für Innere Medizin, der pädiatrische Onkologe Arndt Borkhardt, Klinikdirektor an der Heinrich-Heine-Universität Düsseldorf, sowie der Orthopäde Harry Rudolf Merk, Direktor der Klinik und Poliklinik für Orthopädie und orthopädische Chirurgie an der Ernst-Moritz-Arndt-Universität Greifswald.